# Tropidurus divaricatus
Tropidurus divaricatus är en ödleart som beskrevs av  Rodrigues 1986. Tropidurus divaricatus ingår i släktet Tropidurus och familjen Tropiduridae. Inga underarter finns listade i Catalogue of Life.